# アルゴ (犬)
アルゴ（イタリア語: Argo、2009年 - 2024年1月23日、別名バローネ（イタリア語: Barone）） は、ポンペイの遺跡で放し飼いにされていた犬。ポンペイ遺跡のマスコットとして有名で、遺跡の「守護者」と呼ばれることさえあった。

## 背景
古代ローマの都市であるポンペイの路上およびドムスの近辺には、歴史上多くの野犬が歩き回っていた。犬たちは観光客には人気があったが、遺跡の管理者は咬傷や感染症の予防のため野犬の数を減らす方針をとった。1990年代以降、ポンペイでは野犬削減施策が何度も実行された。ポンペイ当局は2009年、犬に対し個体登録や去勢不妊手術、マイクロチップ装着を行い、また譲渡活動も開始した。しかし、初期の譲渡プログラムは当局の不正および非効率によりうまくいかず、飼い主が見つかったのは26匹にとどまった。2014年にはグレート・ポンペイ・プロジェクトの一環として、より効率的な譲渡活動が始まった。病気にかかっておらず、観光客に対しても危険でないと判断された少数の犬達がポンペイの「地域犬」として残されたが、それらの地域犬も最終的には譲渡されていき、アルゴがポンペイで最後の野良犬となった。
ポンペイ考古学公園の現在の規則では敷地内での動物の単独行動を禁止しており、また体重が10キログラム、体高40センチメートルを超える家庭犬の入場は禁止されている。

## 一生
アルゴは「バローネ」 (文字通りには「男爵」、比喩的には「いたずらっ子」)という名前で地元民から呼ばれることもあった。 アルゴは子犬のうちからポンペイ遺跡を訪れ、 季節ごとに変わる公園の開演時間を学習し、ほとんど常に最初の入場者であり、また最後の出場者でもあった。 アルゴは学生や観光客の団体に帯同し、また考古学者の調査にも頻繁についていった。 またポンペイの劇場で行われた演劇において、俳優が演技をしている舞台の前に堂々と伏せっている姿を撮影されたこともある。 アルゴは温厚で礼儀正しい性格が知られるようになっていた。 人々は彼を彼を撫でたり餌を与えたりしてかわいがった。 アルゴは遺跡の守護者、あるいは「大家」として報道されていた。

## 死と影響
アルゴは2024年1月23日に死んだ。15歳だった。  死後、遺体は火葬された。 SNSでは多くの人が哀悼の意を表し、ツアーガイドのGlauco Messinaは彼の写真をSNSで共有するよう呼びかけた。ポンペイ考古学公園の公式Twitterアカウントではアルゴスは「発掘現場の象徴的な存在」と語られ、また考古学者のLuis Sánchez-Moliníは彼の存在は「ポンペイ最後の犬」として受け入れられていたと語った。
ポンペイ考古学公園は、古代都市の「守衛」および「大家」（アンフィトリオーネ）としての名誉ある務めを果たしたアルゴに敬意を表した。 公園職員のSilvia Vaccaは自身のFacebookにおいて、「アルゴ、ポンペイの犬たちの最後の砦、古代の住民たちの魂の守護者が逝きました」と投稿した。死と同月には、ポンペイ遺跡内にアルゴを称える記念碑を建設するという提案もなされた。